# Шаріпов Манзар
Манзар Шаріпов (1903, тепер Гармський район, Таджикистан — ?, тепер Таджикистан) — радянський таджицький діяч, 3-й секретар ЦК КП(б) Таджикистану, голова президії Таджицької республіканської ради професійних спілок. Депутат Верховної Ради СРСР 2-го скликання. 

## Біографія
Народився в селянській родині. З 1913 року наймитував у кишлаку Шуль Гармського району.
З 1924 по 1927 рік служив у Червоній армії.
У 1927—1931 роках — робітник бавовняного заводу в Таджицькій РСР.
Член ВКП(б) з 1929 року.
У 1932—1933 роках — помічник начальника Гармського районного відділу робітничо-селянської міліції з політичної частини.
У 1933—1934 роках — слухач курсів при Управлінні робітничо-селянської міліції.
У 1934—1936 роках — начальник Тавільдаринського районного відділу робітничо-селянської міліції Таджицької РСР.
У 1936—1939 роках — слухач школи робітничо-селянської міліції у Ташкенті.
У 1939—1940 роках — начальник Сангворського районного відділу робітничо-селянської міліції Таджицької РСР.
З березня по вересень 1940 року — 1-й секретар Сангворського районного комітету КП(б) Таджикистану.
У 1940—1942 роках — 2-й секретар Гармського обласного комітету КП(б) Таджикистану.
У 1942—1943 роках — 1-й секретар Гармського обласного комітету КП(б) Таджикистану.
У 1943—1945 роках — слухач Вишої партійної школи при ЦК ВКП(б) у Москві.
У травні 1945—1948 роках — 3-й секретар ЦК КП(б) Таджикистану.
У 1948—1957 роках — голова президії Таджицької республіканської ради професійних спілок.
У 1957—1960 роках — заступник голови Таджикспоживспілки.
З 1960 року — директор м'ясокомбінату у місті Сталінабаді (Душанбе).
Подальша доля невідома.

## Нагороди
- орден Леніна
- три ордени Трудового Червоного Прапора (25.04.1941,)
- два ордени «Знак Пошани»
- медалі
- дві Почесні грамоти Президії Верховної ради Таджицької РСР